# Gene Sharp
Gene Sharp, giáo sư khoa học chính trị Mỹ, sinh tháng 1 năm 1928 tại Ohio, Hoa Kỳ. Ông là người sáng lập ra tổ chức Albert Einstein, và là tác giả của tư tưởng Cách mạng bất bạo động nổi tiếng làm thay đổi thế giới hiện đại. Gene Sharp chính là người nay được công nhận là tác giả chiến lược đằng sau cuộc lật đổ chính phủ Ai Cập.
Khi Slobodan Milosevic ở Serbia và Viktor Yanukovych ở Ukraina bị sụp đổ trong các cuộc "cách mạng màu" tràn qua Đông Âu, các phong trào dân chủ này đều bày tỏ lòng biết ơn trước đóng góp của Sharp.

## Tiểu sử
Ông bị bỏ tù chín tháng vào năm 1953-4 vì phản đối việc bắt thanh niên Hoa Kỳ phải nhập ngũ trong Chiến tranh Triều Tiên.
Albert Einstein viết lời tựa cho cuốn sách đầu tiên của ông - Gandhi Wields the Weapon of Moral Power: Three Case Histories, xuất bản vào năm 1960.
Luận văn tiến sĩ triết học tại Đại học Oxford D năm 1968 của ông, Chính trị của Đấu tranh bất bạo động, là cơ sở cho một cuốn sách với tiêu đề tương tự, được xuất bản năm 1973.
Ông từng là Giáo sư (nay là giáo sư danh dự) của Khoa Khoa học chính trị tại Đại học Massachusetts từ năm 1972, trong khi đồng thời giữ vị trí nghiên cứu tại Đại học Harvard.
Ông thành lập tổ chức Albert Einstein vào năm 1983, một tổ chức phi lợi nhuận thúc đẩy việc sử dụng bất bạo động trong xung đột trên thế giới.
Một phim tài liệu của đạo diễn người Scotland, Ruaridh Arrow, "How to Start a Revolution" về ảnh hưởng toàn cầu từ những việc làm của Gene Sharp được phát hành vào tháng 9 năm 2011. Phim này đã đoạt được giải "Best Documentary" (phim tài liệu hay nhất) và "The Mass Impact Award" (phim gây ảnh hưởng tới quần chúng nhiều nhất) tại đại hội phim ảnh Boston vào tháng 9 năm 2011. Phim này được chiếu lần đầu tiên tại đại hội phim Raindance ở London vào ngày 2 tháng 10 năm 2011, nơi mà nó cũng được giải phim tài liệu hay nhất.